# Муминабадский район
Муминаба́дский район (тадж. Ноҳияи Муъминобод) — административный район в Хатлонской области Республики Таджикистан. Районный центр — посёлок городского типа Муминабад. Территория Муминабадского района составляет 900 км2.

## История
Муминабадский район образован 16 марта 1938 года в составе Кулябской области Таджикской ССР. 27 июня 1958 года район был упразднён, а его территория передана в Кулябский район. Восстановлен в 1970 году. 29 декабря 1973 года переименован в Ленинградский район.
Постановлением Верховного Совета Таджикской ССР № 319 от 29 июня 1991 года району возвращено историческое название Муминабадский.

## География
Муминабадский район расположен в предгорьях хребта Хазратишох. На севере граничит с Ховалингским районом, на западе — с Кулябским райном, на юге — с Шамсиддин Шохин Хатлонской области, на востоке — с Дарвазским районом Горно-Бадахшанской автономной области Таджикистана.

## Население
Население по оценке на 1 января 2015 года составляет 84 800 человек, в том числе городское — в посёлке Муминабад — 15,3 % или 13 000 человек.
| Численность населения | Численность населения | Численность населения | Численность населения | Численность населения |
| 1939                  | 2019                  | 2020                  | 2021                  | 2022                  |
| --------------------- | --------------------- | --------------------- | --------------------- | --------------------- |
| 21 204                | ↗92 600               | ↗94 700               | ↗97 500               | ↗99300                |

## Административное деление
В состав Муминабадского района входят 1 посёлок городского типа и 7 сельских общин (тадж. ҷамоат):
| Административное деление Муминабадского района |           |
| Сельская община                                | Население |
| Муминабад, пгт                                 | 12 500    |
| Балхоби                                        | 8315      |
| Боггаи                                         | 7961      |
| Дехибаланд                                     | 11 470    |
| Нуралишо Назаров                               | 17 086    |
| Шамсиддин Шохин                                | 7279      |
| Чилдухтарон                                    | 4131      |

## Председатели хукумата
Главой Муминабадского района является Председатель Хукумата, который назначается Президентом Республики Таджикистан. Главой правительства Муминабадского района является Председатель Хукумата. Законодательный орган Муминабадского района — Маджлис народных депутатов, который избирается всенародно на 5 лет.
Председатели:
- Амирзода Сайвали Рахмонали (с 30.01.2024)[9]